# Ermida de Santa Ana (Tavira)
A Ermida de Santa Ana ou Igreja de Santa Ana, fica situada na zona oriental da cidade de Tavira, no Alto de Santana. A data de origem não é certa, mas existem registos, do ano de 1518, por altura das visitações de membros da Ordem de Santiago. No século XVIII, foi a capela do Governador e Capitão-General do Algarve.
É uma ermida de nave única, tendo no seu interior, junto do altar-mor, um retábulo com cinco paineis. Nestes, pode observar-se, ao centro, a imagem de Nossa Senhora da Piedade; as restantes pinturas representam os Passos da Paixão de Cristo.
Ao todo, este templo possui três retábulos, mas apenas um possui imagens. Pode, aínda, observar-se uma pintura da Imaculada Conceição.